# Karangjambu (Sruweng)
Karangjambu is een bestuurslaag in het regentschap Kebumen van de provincie Midden-Java, Indonesië. Karangjambu telt 1123 inwoners (volkstelling 2010).